# Смути
Смути (на английски: smoothie, произнасяно [ˈsmuːði], поради което по-правилно е да се произнася „смуди“) е гъста напитка от плодове и/или зеленчуци, приготвена в блендер на принципа на шейковете.
В състава ѝ влизат основно плодове и/или зеленчуци, като в допълнение към тях обикновено се прибавят натрошен лед, както и кисело или прясно мляко. В някои специални случаи смутитата биха могли да съдържат сладолед, мед, сироп, различни подсладители, шоколад, фъстъчено масло и др. Съществуват много и различни варианти за приготвяне на напитката, но в общи линии всеки е свободен да импровизира и да подбира съставките според личните си вкусови предпочитания и здравословни нужди. Все пак според съставките смутитата биха могли да бъдат категоризирани основно в следните няколко вида: плодово смути, зеленчуково смути, зелено смути, здравословно смути, десертно смути и диетично смути.
За първи път смутитата се предлагат в магазините за здравословни храни, както и от продавачите на сладолед през 60-те години на миналия век. Световна популярност напитката набира през 1990 г. – 2000 г., когато на пазара се появяват предварително бутилирани смутита. Те могат да бъдат открити в супермаркетите, магазините за кафе и кафенетата.